# Contrato (filme)
Contrato é um filme português realizado por Nicolau Breyner, com argumento de Pedro Bandeira-Freire, baseado no romance de Dinis Machado.

## Sinopse
Peter McShade (Pedro Lima) é um assassino profissional. Ele é contrato para matar um homem em Marrocos, porém as coisas correm mal e ele acaba por matar o sobrinho (Pedro Granger) de um chefe da máfia de Nova Iorque. Tempos depois, Peter está em Lisboa com outro contrato para assassinar Georgios Thanatos (Nicolau Breyner), um poderoso chefe da máfia ibérica. Contudo, o contrato não se revela fácil...

## Elenco
- Pedro Lima... Peter McShade
- Cláudia Vieira... Júlia
- Vítor Norte... Luís de Sousa
- Sofia Aparício... Mónica Thanatos
- José Wallenstein... Sonny
- José Raposo... Carlos Palma
- Joaquim Nicolau... Dr. Machado
- Adelaide João... Isabel
- Pedro Granger... Terry
- Nicolau Breyner... Georgios Thanatos
- José Boavida... polícia
- Stunts & Co